# Oroszló
Oroszló es un pueblo ubicado en el distrito de Komló, en el condado de Baranya, Hungría.

## Superficie
Posee una superficie de 6,120 kilómetros cuadrados.

## Demografía
Hasta 2019 la población era de 274 habitantes, con una densidad de población de 44,77 habitantes por kilómetro cuadrado.